# Vodní mlýn Wesselsky
Vodní mlýn Wesselsky nebo Pazderův se nachází v katastrálním území Loučky nad Odrou v okrese Nový Jičín na pravém břehu řeky Odry.

## Vodní mlýn Pazderův
Vodní mlýn Wesselsky se nachází na pravém břehu řeky Odry. Mlýnský náhon začíná v obci Jakubčice a po takřka třech kilometrech přivádí vodu k mlýnu. Náhon u mlýna je vyzděn lomovým kamenem. Po 200 metrech dále ústí do řeky Odry.

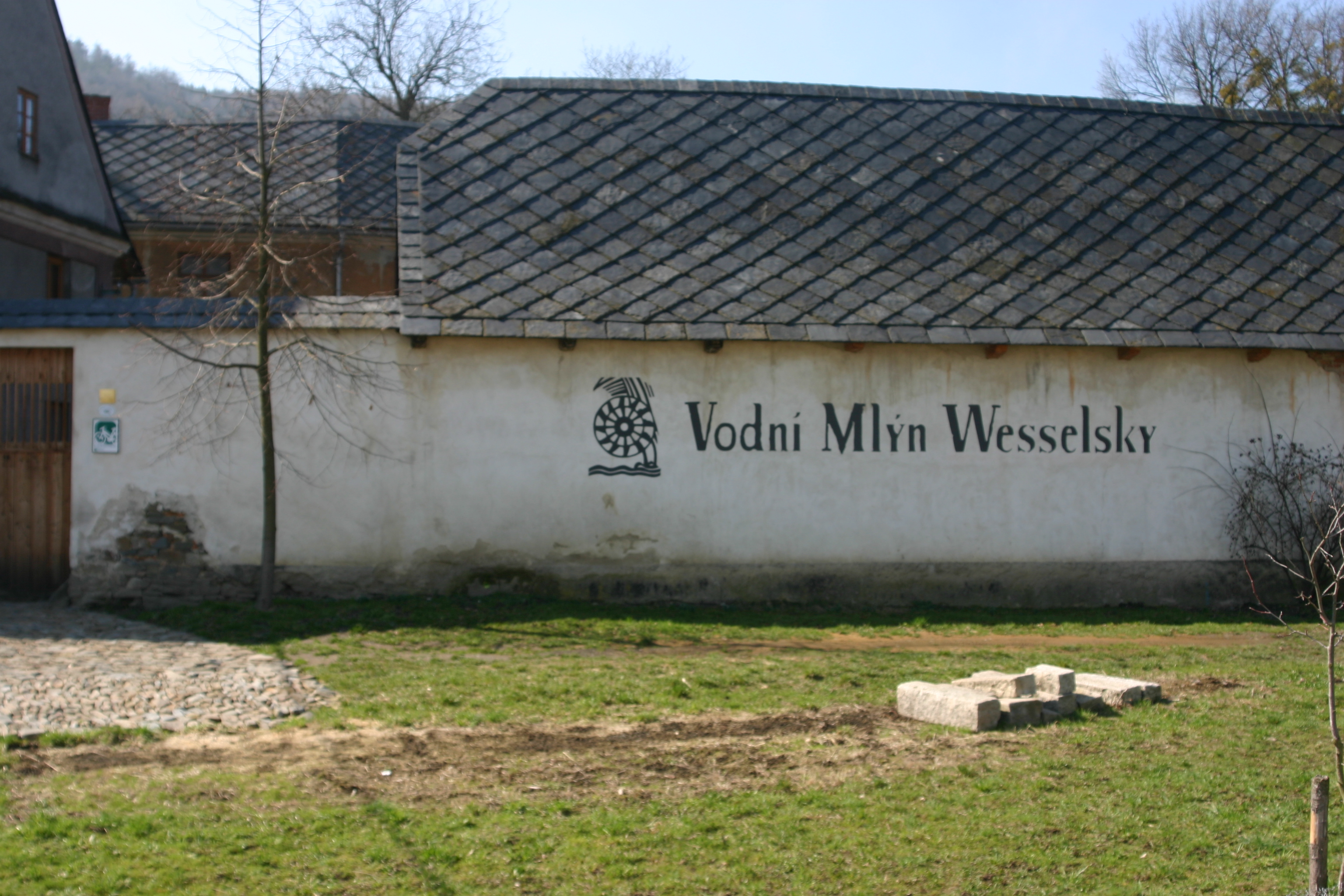
Loučky - vodní mlýn Wesselsky

První zmínky jsou z 25. ledna 1571, kdy Jan Tomáš ze Zvole a Goldštejna předal fojtský mlýn do vlastnictví Paulu Schwarzovi. Mlýn patřil dříve rychtáři v Loučce. Mlýn měl tři vodní kola na horní vodu a tři složení. Jan Tomáš ze Zvole v privilegiu stanovil, že do mlýna v Loučkách patří kromě málo výjimek i mleči z Jakubčovic. Mleči byli ti sedláci, kteří měli obilí k semletí. Poddaní byli povinni konat robotu pěší i koňmo v případě poškození řečiště ledovými krami. Pomáhat musel i jakubčický mlynář z Dolního mlýna. Poddaní museli pomáhat při čištění náhonu, když bylo potřeba, přivážet mlýnské kameny za stravu a také vozit do tohoto mlýna své obilí k mletí a šrotování. Mlynáři pak připadla z každého korce (korec = 16 měřic) jedna měřice. V roce 1600 byl majitelem vodního mlýna Georg Willischner. V roce 1742 potvrdil Franz Leopold hrabě Lichnovský mlynáři Martinu Weiglovi privilegia vydaná v roce 1571 Janem Tomášem ze Zvole. V roce 1743 Barbora Kajetánka Lichnovská urovnala spor mezi mlynářem Martinem Weiglem a jakubčickým mlynářem Wesselským. V roce 1762 koupil mlýn za 1000 tolarů dolní mlynář z Jakubčovic Johann Wesselsky, pro svého nejstaršího syna Valtena Wesselského. Mlýn měl tři vodní kola: jedno bylo pro mletí, druhé pro šrotování a třetí pro pohon vodní pily. V roce 1797 koupil dominikální mlýn Lorenz Wesselsky za 2000 zlatých. Ze svého podílu složil 1000 zlatých a po 20 let měl platit 50 zlatých. Za převzetí mlýna platil laudemium ve výši 10 %. Mezi mlynářem Lorenzem Wesselským a vrchností v Odrách bylo uzavřeno porovnání. Podle něj v mlýnském náhonu směl chytat ryby, na opravy hrází mu dávala vrchnost potřebné potahy i robotníky a také jakubčovický mlynář byl povinen pomáhat. Vrchnost mlynáři dopravovala mlýnské kameny, které si koupil, i dřevo na zařízení mlýna, dávala také čistit mlýnskou strouhu. Pokud se jedná o pilu, jež byla u mlýna, uzavřel mlynář Wesselský s vrchností roku 1820 následující smlouvu:
1. Přívod vody budou udržovat společně, protože voda je společným majetkem.
2. Panský náhon k pile dá zhotovit vrchnost na své náklady, mlynář bude udržovat na své náklady své tři dřevěné žlaby a opěrnou zeď proti zahradě, hráze mlýnského náhonu vlevo od pily. Jelikož oba žlaby jsou spojeny, trámy poskytne vrchnost bezplatně.
3. Jako odškodné za zastavení pily, které mlynář zavinil tím, že opomenul opravit svůj náhon, zaplatí do vrchnostenské pokladny 50 zlatých.

Mlynář Lorenz Wesselský zemřel roku 1831.
Posledním majitelem byl Ferdinand Franz Wesselsky (narozen 1888). Za jeho působení byl vyráběn pomocí vodního kola elektrický proud pro část obce. Ferdinandr Franz Wesselsky tragicky zemřel na konci druhé světové války. Jeho děti, synové Walter a Helmut a dcera Notburga byli vysídleni do Bavorska. V roce 1946 převzal mlýn Hubert Pazdera, který byl spřízněn přes svoji matku s rodem Wesselskych. Po druhé světové válce nebyla mlynářská činnost provozována. Příležitostně bylo šrotováno obilí a do roku 1947 byl vyráběn elektrický proud. V roce 1959 Hubert Pazdera musel ukončit soukromou zemědělskou činnost a pod nátlakem vstoupil do Jednotného zemědělského družstva (JZD). JZD využívalo objekty mlýna až do roku 1983. Po smrti Huberta Pazdery v roce 1997 se stala majitelkou mlýna jeho starší dcera Věra Králová se svým manželem, po vyřízení dědictví a dohodě s mladší dcerou Marií.
Vodní mlýn Pazderův nebo také Wesselsky, byl v roce 1999 prohlášen kulturní památkou ČR. Jednotlivé budovy jsou postupně opravovány. Objekt mlýna je využíván k ubytování.

### Vodní kola
Vodní kola byla dřevěná typu korečník na horní vodu.
| vodní kolo | šířka [m] | průměr [m] | výkon [kW] |
| ---------- | --------- | ---------- | ---------- |
| 1.         | 2,80      | 4,20       | 8,14       |
| 2.         | 2,20      | 3,95       | 5,55       |
| 3.         | 1,50      | 3,50       | 3,33       |
| Zdroj      |           |            |            |

V období listopadu a prosince 2008 bylo instalováno nové mlýnské kolo o celkové hmotnosti 6 tun. Hřídel je 5,40 m dlouhá a má hmotnost 1,5 tun. Vodní kolo je široké 2,20 m o průměru 3,66 m. S vodním kolem byla vystavena i vodní cesta – vantroky, ovládání vantroků a stavidlo. Mlýn představuje unikátní soubor původních zařízení a technologii pro mletí obilí.